# Bóng đá tại Thế vận hội Mùa hè 2012 – Vòng loại nam (Play-off AFC–CAF)
Đối với vòng loại bóng đá nam tại Thế vận hội Mùa hè 2012, có một trận play-off liên lục địa duy nhất để xác định suất cuối cùng đến với vòng chung kết tại Luân Đôn. Trận đấu play-off này diễn ra giữa đại diện của Liên đoàn bóng đá châu Á (AFC) và đại diện của Liên đoàn bóng đá châu Phi (CAF), và được tổ chức tại Sân vận động Thành phố Coventry ở Vương quốc Anh vào ngày 23 tháng 4 năm 2012.

## Các đội giành quyền tham dự
| Liên đoàn | Tư cách tham dự               | Đội tuyển |
| --------- | ----------------------------- | --------- |
| AFC       | Thắng vòng 4 (play-off)       | Oman      |
| OFC       | Hạng 4 Giải vô địch U-23 2011 | Sénégal   |

## Trận đấu
| Oman | 0–2      | Sénégal             |
| ---- | -------- | ------------------- |
|      | Chi tiết | Baldé 2' · Sané 87' |

Sénégal đủ điều kiện tham dự vòng chung kết Thế vận hội Mùa hè 2012.
| Oman | Senegal |

| GK               | 1  | Omer Al-Abri             |     |     |
| DF               | 2  | Mohammad Al-Musalami     |     |     |
| DF               | 5  | Nasser Al-Shamli         |     |     |
| DF               | 8  | Ali Salim Al-Nahar       | 58' | 65' |
| DF               | 13 | Azan Al-Balushi          |     | 77' |
| MF               | 4  | Ali Al-Jabri             |     |     |
| MF               | 10 | Hussain Al-Hadhri (c)    |     |     |
| MF               | 14 | Salim Khalfan Al-Maashri |     |     |
| MF               | 15 | Khalil Abdullah Al-Alawi |     |     |
| MF               | 17 | Raed Ibrahim Saleh       |     |     |
| FW               | 9  | Abdulaziz Al-Muqbali     | 25' |     |
| Cầu thủ dự bị:   |    |                          |     |     |
|                  | 16 | Hamood Al Saadi          |     | 59' |
|                  | 12 | Badar Bamasila           |     | 65' |
|                  | 6  | Qasim Hardan             |     | 77' |
| Huấn luyện viên: |    |                          |     |     |
| Paul Le Guen     |    |                          |     |     |

| GK               | 1  | Ousmane Mané        |     |       |
| DF               | 3  | Victor Demba Bindia |     |       |
| DF               | 4  | Abdoulaye Ba (c)    |     |       |
| DF               | 9  | Kara Mbodj          | 22' |       |
| DF               | 13 | Pape Ndiaye Souare  | 6'  | 77'   |
| MF               | 15 | Ibrahima Seck       | 77' |       |
| MF               | 17 | Stéphane Badji      | 82' |       |
| FW               | 6  | Kalidou Yéro        |     |       |
| FW               | 8  | Sadio Mané          |     | 90+2' |
| FW               | 10 | Pape Moussa Konaté  |     | 85'   |
| FW               | 11 | Ibrahima Baldé      |     |       |
| Cầu thủ dự bị:   |    |                     |     |       |
| MF               | 18 | Souleymane Cissé    |     | 77'   |
| FW               | 7  | Abdoulaye Sané      |     | 85'   |
| MF               | 2  | Pape Maly Diamanka  |     | 90+2' |
| Huấn luyện viên: |    |                     |     |       |
| Aliou Cissé      |    |                     |     |       |

## Cầu thủ ghi bàn
1 bàn thắng
- Ibrahima Baldé
- Abdoulaye Sané